# 通津站
通津站（日语：／ Tsuzu eki */?）是位於山口縣岩國市通津，西日本旅客鐵道（JR西日本）山陽本線的車站。
在2022年春季，藤生站至德山站之間預計可以使用ICOCA。

## 歷史
- 1934年（昭和9年）8月11日 - 鐵道省山陽本線藤生站至由宇站之間開設此站[1]。為旅客、貨運車站[1]。
- 1934年（昭和9年）12月1日 - 現時岩德線，麻里布站（現時為岩國站）至周防高森站至櫛濱站之間全線開通，編入為山陽本線。而本來山陽本線麻里布站至柳井站至櫛濱站之間成為柳井線，此站也同時成為柳井線車站。
- 1944年（昭和19年）10月11日 - 柳井線全線成為雙線鐵路，再次編入為山陽本線。使此站再次成為山陽本線車站。而1934年編入成為山陽本線區間均名為岩德線。
- 1960年（昭和35年）6月1日 - 結束貨物起卸業務。
- 1964年（昭和39年）7月25日 - 包含此站在內，山陽本線橫川站至小郡站（現時為新山口站）直流電氣化（同時全線電氣化）。
- 1987年（昭和62年）4月1日 - 伴隨國鐵分割民營化，車站由西日本旅客鐵道（JR西日本）營運。
- 1996年（平成8年）6月1日 - 車站業務由JR西日本廣島MAINTEC（日语：JR西日本広島メンテック）負責，成為業務委託車站。
- 2004年（平成16年）10月 - 櫃臺營業時間變更，只於平日服務。以及引入中途暫停營業時段。
- 2018年（平成30年）
  - 7月6日 - 發生2018年7月西日本豪雨使車站暫停服務。
  - 7月16日 - 岩國站至柳井站之間重開。

## 車站構造
車站是一座地面車站，設有2面2線的相對式月台，兩月台之間設有跨線橋互相連接，車站大樓位於下行月台。車站設有轉轍器和絶對信號機，被定義為停留所
此站由德山地域鐵道部管理，並由JR西日本廣島MAINTEC負責車站業務，為業務委託車站，在星期六及假日為無人車站。櫃臺設有售票的POS終端。

### 月台
| 月台         | 路線      | 上下行 | 方向           |
| ------------ | --------- | ------ | -------------- |
| 車站大樓一方 | ■山陽本線 | 下行   | 柳井、德山方向 |
| 車站大樓對面 | ■山陽本線 | 上行   | 岩國、廣島方向 |

- 在旅客資訊上沒有設定月台編號。

## 使用狀況
以下為近年1日平均乘車人次列表：
| 乘車人次變化 | 乘車人次變化    |
| 年度         | 1日平均乘車人次 |
| ------------ | --------------- |
| 1999         | 822             |
| 2000         | 798             |
| 2001         | 747             |
| 2002         | 717             |
| 2003         | 704             |
| 2004         | 701             |
| 2005         | 675             |
| 2006         | 635             |
| 2007         | 636             |
| 2008         | 620             |
| 2009         | 597             |
| 2010         | 596             |
| 2011         | 581             |
| 2013         | 582             |
| 2014         | 576             |
| 2015         | 595             |
| 2016         | 574             |
| 2017         | 556             |
| 2018         | 531             |

## 車站周邊
- MaxValu（日语：マックスバリュ）
- Juntendo
- 通津郵局
- 通津海灘（日语：通津海水浴場）（2007年關閉）
- 通津美浦公園（日语：通津美が浦公園）
- 櫻井戶（日语：桜井戸）
- 岩國市立通津小學
- 岩國市立通津中學
- 旭化成岩國工場
- 通津港
- 國道188號（日语：国道188号）

## 相鄰車站
西日本旅客鐵道
■山陽本線
藤生－通津－由宇

## 注腳
1. 1 2 3  「鉄道省告示第355号」『官報』1934年8月04日（國立國會圖書館數碼化收藏資料）
2. ↑  .   [2020-03-28]. （原始内容存档于2020-04-23）.
3. ↑  山口縣統計年鑑

## 外部連結
- 通津｜車站資訊：JR出門網 - 西日本旅客鐵道